# Szjunik tartomány
Szjunik (örményül:Սյունիք) Örményország déli részén fekvő tartomány (marz), székhelye Kapan. Északról Vajoc Dzor, nyugatról az Azerbajdzsánhoz tartozó Nahicseván, délről Irán Kelet-Azerbajdzsán tartománya, keletről Azerbajdzsán határolja, de az utóbbival nincs hivatalos államhatár mivel e területen terül el a de facto független Hegyi-Karabah Köztársaság. A tartomány gazdag örmény kulturális örökségekben, köztük például a Tatev-kolostor.

## Települései
Szjunik tartományban 109 község (hamajnkner) található, melyből 7 város.

### Városok
- Kapan 45 490 fő
- Gorisz 23 025 fő
- Sziszian 16 740 fő
- Kadzsaran 8500 fő
- Agarak 4881 fő
- Nor Hacsn 4775 fő
- Dasztakert 303 fő

## Galéria

Szjunik
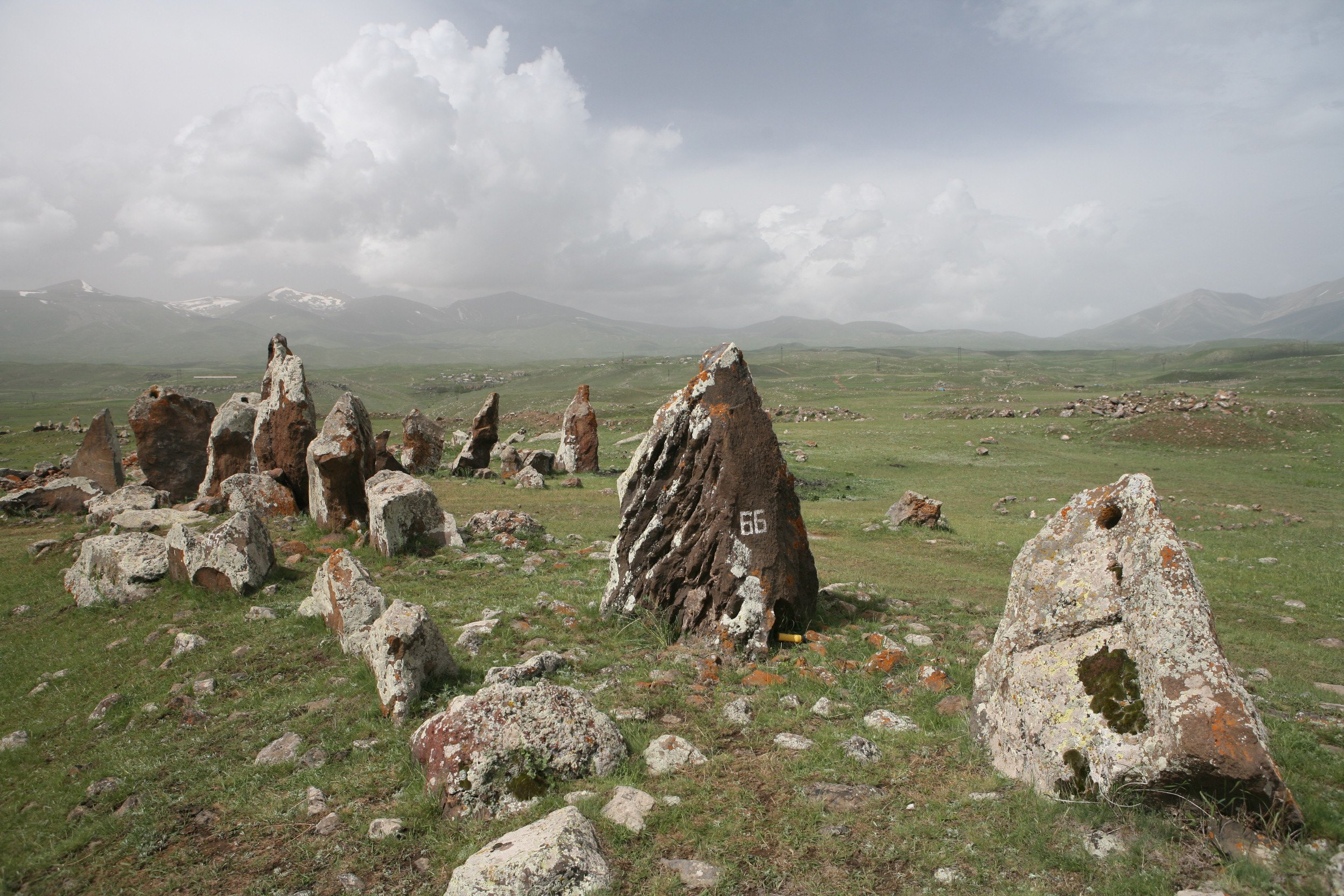
Zorats Karer (Karahunj Observatory) régészeti lelőhely Sziszian térségében, 7000 éves
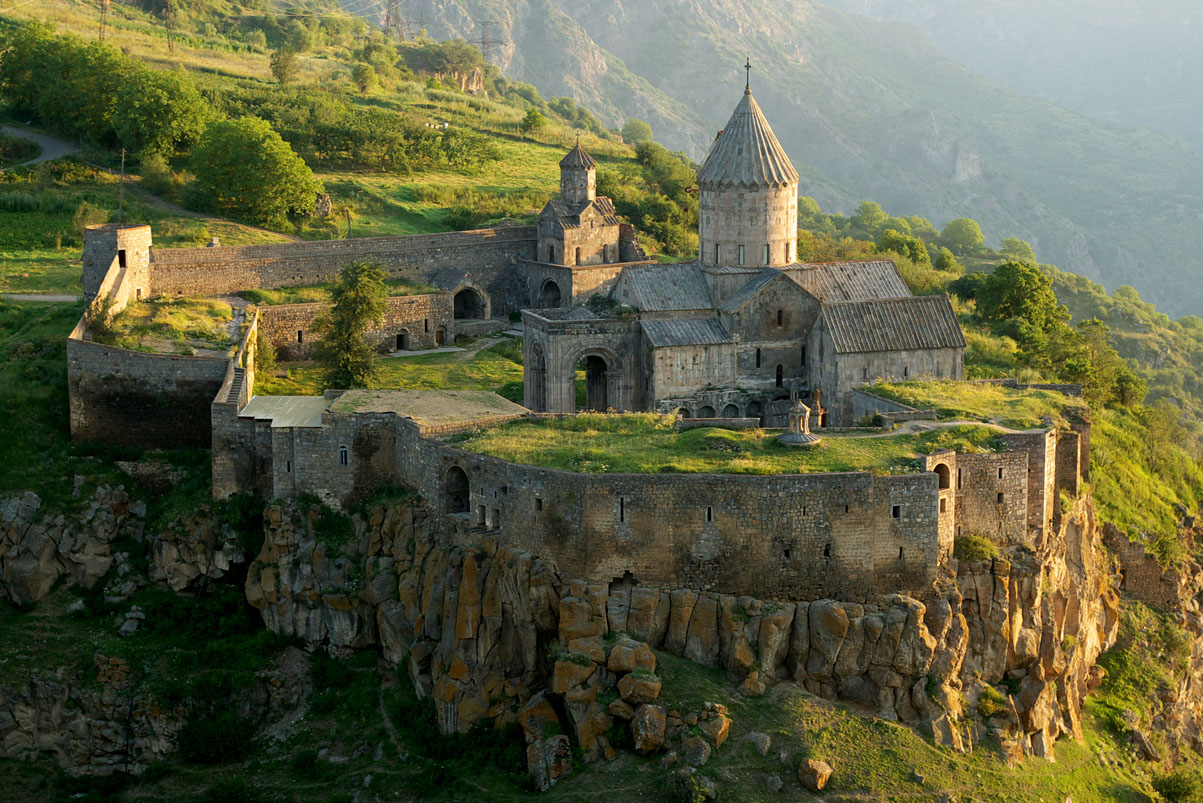
Tatev-kolostor, 8. század
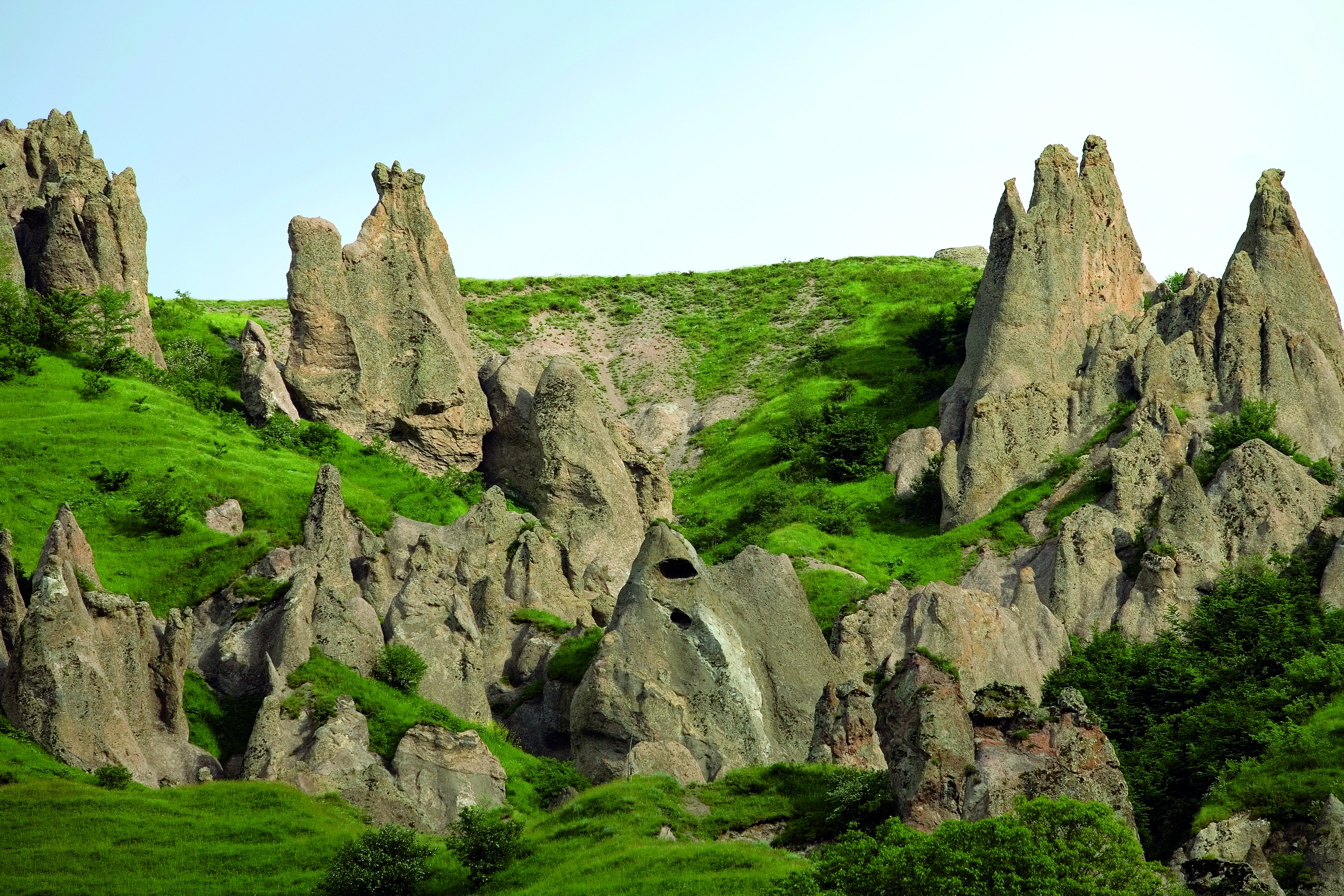
A goriszi kőpiramisok
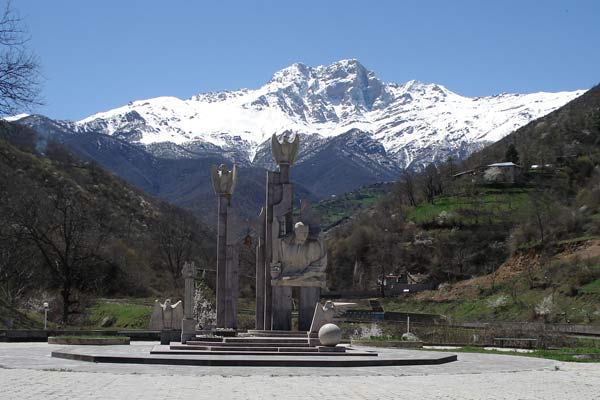
A Garegin Nzsdeh emlékmű in Kapanban, háttérben Khusztup-heggyel
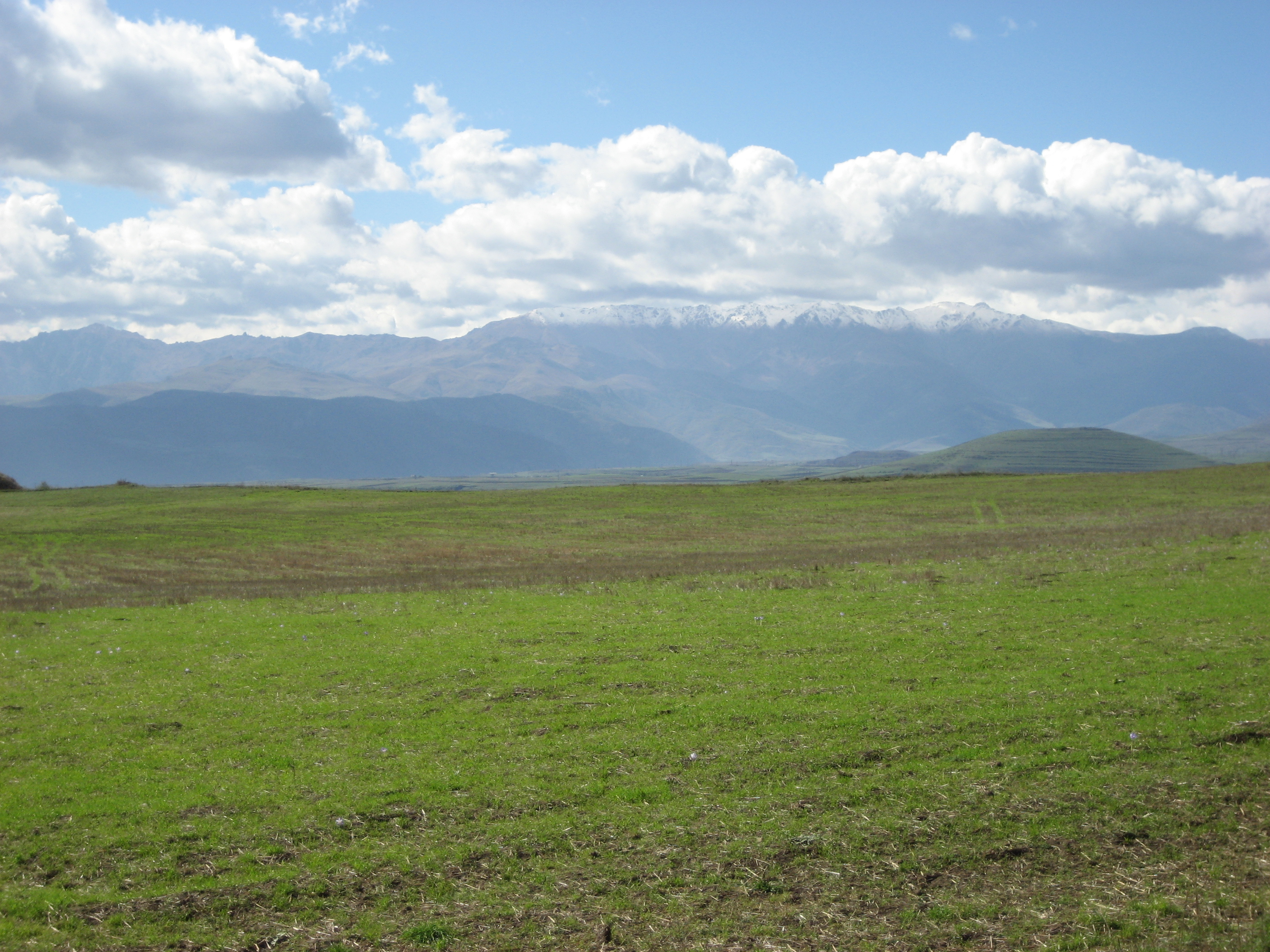
Zangezur Hegység

1. ↑  Armenia: Administrative Division. Citypopulation.de